# 謝迪 (紐約州)
謝迪（英語：Shady）是位於美國紐約州阿爾斯特縣的非建制地區。

## 歷史
謝迪的郵局於1893年設立，其後於1998年停運。

## 地理
謝迪所處的海拔為高於海平面296米（即971英呎），而該地所採用的時區為UTC-5，即北美东部时区（EST）。同時該地設有夏令時間，為UTC-5調快一小時，即UTC-4（EDT）。